# Рогозянське водосховище
 Рогозя́нське водосховище  — невелике руслове водосховище на річці Уда, розташоване у Золочівському районі Харківської області.
Водосховище було споруджено в 1985 році. Гребля водосховища розташована у села Феськи за 32 км від гирла річки Уди.
- Призначення — зрошення, рекреація.
- Вид регулювання — сезонне.

## Основні параметри водосховища
- нормальний підпірний рівень — 122,0 м;
- форсований підпірний рівень — 123,2 м;
- рівень мертвого об'єму — 118,5 м;
- повний об'єм — 15,0 млн м³;
- корисний об'єм — 13,5 млн м³;
- площа дзеркала — 602 га;
- довжина — 6,1 км;
- середня ширина — 1,9 км;
- максимальні ширина — 0,98 км;
- середня глибина — 2,5 м;
- максимальна глибина — 5,3 м.

## Основні гідрологічні характеристики
- Площа водозбірного басейну — 3894 км².
- Річний об'єм стоку 50 % забезпеченості — 41,2 млн м³.
- Паводковий стік 50 % забезпеченості — 34,5 млн м³.
- Максимальні витрати води 0,5 % забезпеченості — 340 м³/с.

## Склад гідротехнічних споруд
- Глуха земляна гребля довжиною — 1820 м, висотою — 9,5 м, шириною — 10 м.
- Водоскид відкритого типу з полігональним скидним оголовком автоматичної дії, довжиною водоскидного фронту — 111 метрів. Підмістний отвір — двохпролітний, ширина кожного отвору — по 11,0 м; довжина мостового переходу — 24,4 м, ширина — 13,1 м; матеріал — монолітний та збірний залізобетон.
- Водовипуск — донний, галерейного типу розмірами 2,0х2,0х33,5 м, суміщений з водозабором головної насосної станції. Гідродинамічне обладнання — плоский колісний затвор 2х2х7 м з гвинтовим підйомником; на виході — два плоских затвора 1×1 м з ручним гвинтовим підйомником.

## Використання водосховища
Водосховище було побудовано для зрошення на Рогозянській зрошувальній системі в Золочівському районі.
На даний час використовується для риборозведення ТОВ «Екосвіт».